# میمون شبگرد سانگیهه
میمون شبگرد سانگیهه (نام علمی: Tarsius sangirensis) نام یک گونه از سرده شبگردمیمون‌ها است.